# Dicaeum aeneum
Dicaeum aeneum е вид птица от семейство Dicaeidae.

## Разпространение
Видът е разпространен в Папуа Нова Гвинея и Соломоновите острови.